# Риоплатский испанский

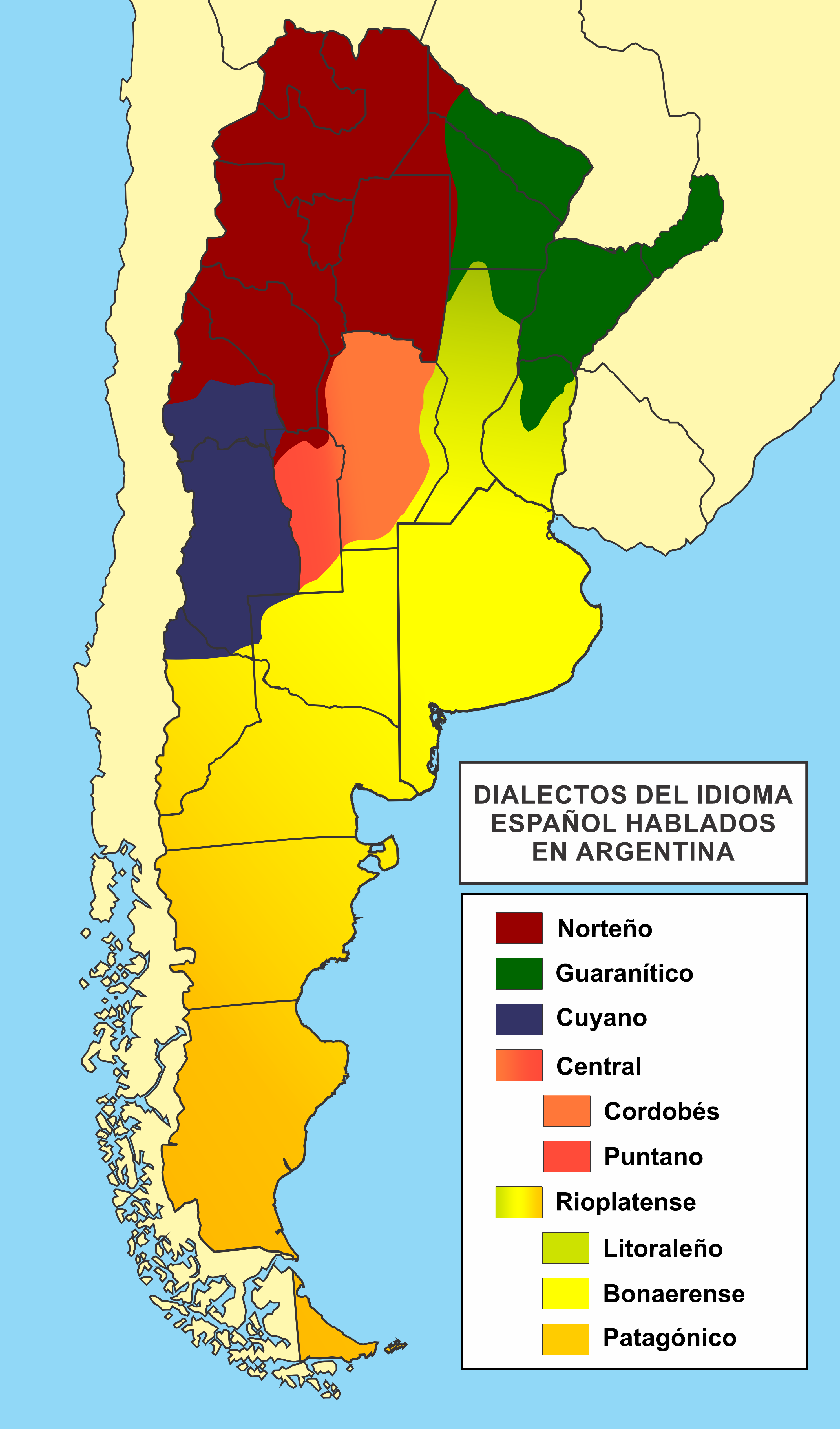
Говоры и диалекты испанского языка Аргентины. Автор: Берта Элена Видаль де Баттини.

Риоплатский говор испанского языка (исп. español rioplatense, также español argentino–uruguayo) — разновидность испанского языка, распространённая в регионе Рио де ла Плата, в основном в Аргентине и Уругвае. В его основе лежит дивергентное наречие первых испанских колонистов-гаучо, которое, в силу относительной малонаселённости и экономической запущенности региона в ходе испанской колонизации Америки обнаружило ряд своеобразных черт как по сравнению с Мадридом, так и по сравнению с первоначально более важными ресурсными колониями вроде Мексики и Перу.

## История
Стойкое сохранение восео, в том числе и под влиянием норм соседней португалоязычной Бразилии, придало этому региону определённое своеобразие уже на раннем этапе развития. Дебуккализация многих согласных также имела место, хотя консервативная традиция позднее притормозила проникновение этого явления в орфоэпические нормы. Но наиболее значимым для развития автономных черт этого говора стала массовая иммиграция южно-итальянского населения в Аргентину в конце XIX начале XX веков, которые концентрировались в Буэнос-Айресе. Именно мелодичный интонационный рисунок позволяет практически моментально выделить риоплатский испанский из целого ряда других говоров и диалектов. Под мощным влиянием языка итальянских иммигрантов в столице развился и своеобразный жаргонный социолект лунфардо, часть лексики которого перешла затем и в стандартный риоплатский испанский. Именно этот столичный говор распространился из столицы по всему югу страны в ходе так называемого Завоевания пустыни, а затем популяризован столичными СМИ в XX—XXI вв в регионах Аргентины, а также в Уругвае и Парагвае. При этом на северо-западной периферии самой Аргентины продолжают сохраняться более архаичные испанские говоры андской разновидности (кордобский, сантьяго-дель-эстерский, жужуйский).

## Отличительные черты
- Тотальное распространение полного восео: классическое местоименно-глагольное «vos tenés» при более редких, но возможных вариантах «vos tienes» и «tú tenés».
- В «народной» фонетике часто встречается аспирация/дебуккализация/лениция и «проглатывание»[6] -s в конце слога.
- Слияние ll ([ʎ]) и y ([j]) в [ʃ], получившее название ослабленная йотизация (глухое реиламьенто)[6]. Данный феномен появился в речи молодых женщин в последней трети XX века, и к настоящему времени охватывает оба пола и практически все возрастные группы.
- Предпочтение простых прошедших форм (претерит: dije) над составными (перфект: he dicho)
- Предпочтение перифрастический аналитической конструкций (voy a ir) над синтетической (iré) для выражения буд. вр.
- Музыкальный интонационный рисунок речи, заимствованный из неаполитанского языка.
- Лексические итальянизмы (lavorare > laburar; mangiare > manyar)
- Сохранение ряда устаревших в Испании лексем (lindo).
- По ряду других черт риоплатский является вполне стандартным для американских разновидностей испанского. Например, тотальное сесео приводит к замене cocer на фонетически недвусмысленное cocinar чтобы не путать его с coser, а caza заменяется на cacería для усиления фонетического контраста с casa.

## Говоры
Риоплатский говор в трудах некоторых учёных подразделяется на несколько более мелких территориальных разновидностей: портовый (porteño) испанский (г. Буэнос-Айрес и большая часть одноимённой провинции), патагонский испанский (patagónico) к югу, а также междуречный/прибрежный испанский (litoraleño) к северу от столицы.